# Santa Cecilia, Guanajuato
Santa Cecilia är en ort i Mexiko.   Den ligger i kommunen San Miguel de Allende och delstaten Guanajuato, i den centrala delen av landet, 240 km nordväst om huvudstaden Mexico City. Santa Cecilia ligger 1 927 meter över havet och antalet invånare är 700.
Terrängen runt Santa Cecilia är varierad. Runt Santa Cecilia är det ganska tätbefolkat, med 96 invånare per kvadratkilometer. Närmaste större samhälle är San Miguel de Allende, 2,1 km söder om Santa Cecilia. Trakten runt Santa Cecilia består i huvudsak av gräsmarker.